# Heinrich Müller (Politiker, 1849)
Johann Heinrich Müller (* 25. Februar 1849 in Darmstadt; † 30. Oktober 1906 ebenda) war ein deutscher Bauunternehmer, Architekt, hessischer Politiker (NLP) und Abgeordneter der 2. Kammer der Landstände des Großherzogtums Hessen.
Heinrich Müller war der Sohn des Maurers Johann Müller und dessen Ehefrau Caroline Christiane Müller geborene Schuchmann. Müller war evangelischer Konfession und heiratete am 30. September 1872 Elisabethe Wilhelmine geborene Schneider (1849–1913). Er arbeitete als Bauunternehmer und Architekt in Darmstadt.
Von 1903 bis 1906 gehörte er der Zweiten Kammer der Landstände an. Er wurde für den Wahlbezirk der Stadt Darmstadt gewählt. Er war bis 1884 Stadtverordneter in Darmstadt und Mitglied im Kreistag, im Kreisausschuss und im Provinzialtag.